# Горбуша (приток Рудной)
Горбуша — река в Дальнегорском городском округе, на востоке Приморского края. Исток находится вблизи главного водораздела Сихотэ-Алиня на высоте ок. 720 м, на восточном склоне г. Голая (955 м над ур. моря, высшая точка бассейна Горбуши)
Названа первыми исследователями по обилию заходящей на нерест горбуши.
Течёт на юг и впадает в реку Рудная. Длина реки 18,8 км, площадь водосбора 86,7 км². По водоразделу Сихотэ-Алиня на северо-западе граничит с бассейном реки Красная Речка (приток реки Большая Уссурка), на западе с басс. Рудной (р. Партизанская (Шубинская Падь), на востоке с бассейном реки Довгалёвская (приток Лидовки), на северо-востоке с бассейном Черёмуховой (приток Джигитовки).
На площади водосбора Горбуши распространён среднегорный пересечённый рельеф. Имеются выходы известняков, в которых образованы пещеры Николаевская, Ледяная Малютка и др.

## Природа
Большая часть водосбора реки Горбуша занята широколиственным и смешанным лесом. Небольшие поля имеются в нижних течениях Николаевской и Широкой Пади, участки редколесий встречаются на крутых склонах южной экспозиции в нижней (южной) части бассейна. Самые нижние 2 км долины реки заняты городской застройкой Дальнегорска.

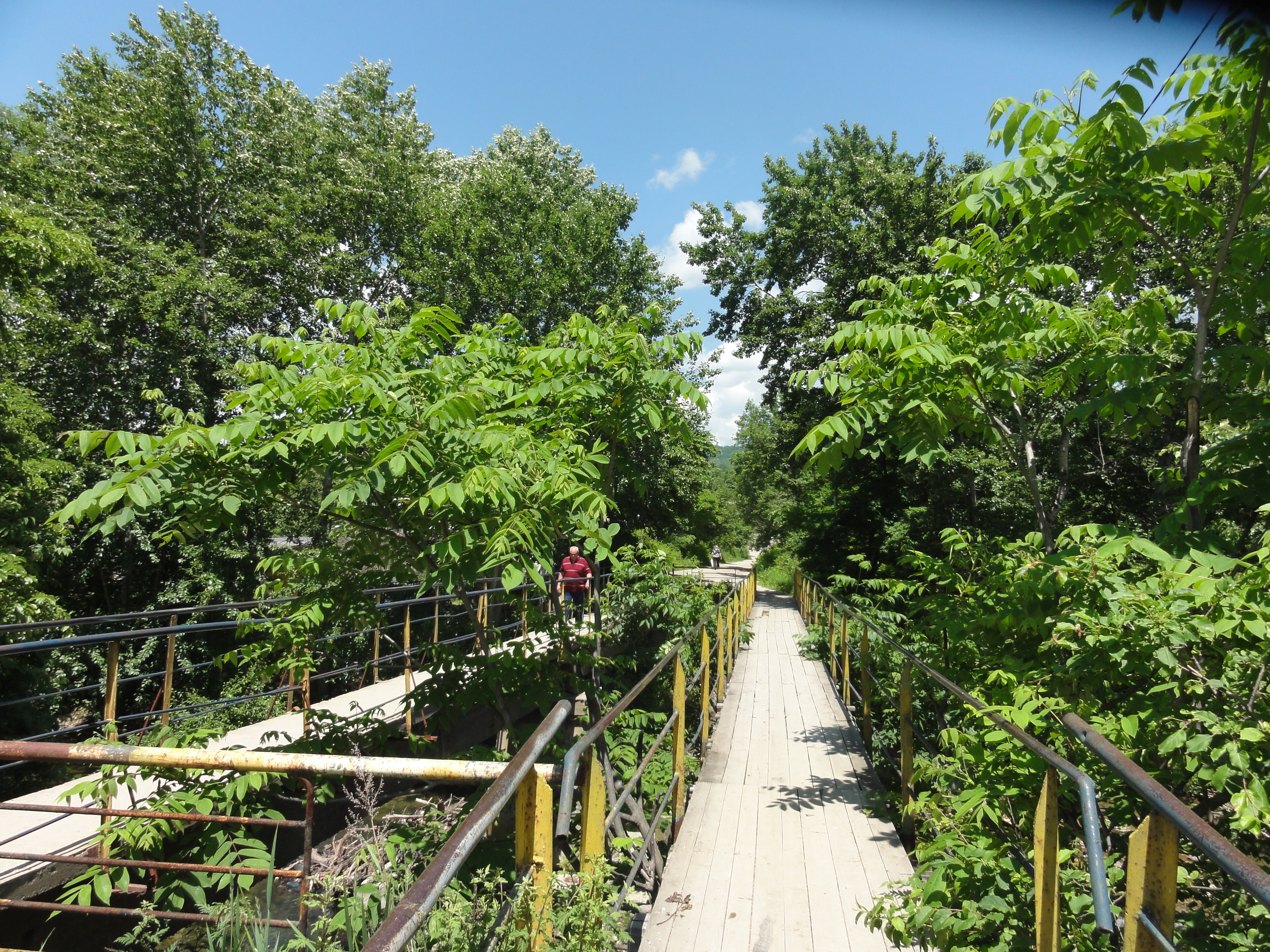
Микрорайон Горбуша в Дальнегорске. Бывший железнодорожный мост узкоколейки, теперь пешеходный.

## Хозяйственная деятельность
Освоение долины Горбуши началось в 1911 году после сдачи в эксплуатацию узкоколейной железной дороги акционерного горно-промышленного общества «Тетюхе». Строился посёлок вблизи железнодорожного моста через речку Горбушу. Кроме того, в 1920-х — 1940-х гг в районе впадения Николаевского кл. в Горбушу был посёлок Коллективка, а ниже по долине был расквартирован 291-й Ковенский Краснознаменный стрелковый полк. Рядом с ним, у выходов известняка по левому борту долины, располагался лагерь японских военнопленных. В 1966 году после сдачи в эксплуатацию Горбушинского водохранилища, эта территория была затоплена. В 1960 на Горбуше строители участка № 2 СУ-4 треста «Дальметаллургстрой» заложили первые кубометры бутобетона под 36-квартирный жилой дом и начали большое строительство микрорайона. К 1980-м здесь вырос микрорайон Горбуша (Горького) города Дальнегорск. В верховьях Николаевского ключа был построен крупный рудник по подземной добыче полиметаллических руд. К нему проложено асфальтированное шоссе. Грунтовая автодорога проложена вдоль всей долины реки Горбуша и через Горбушинский перевал продолжается в д. Черемшаны. Параллельно дороге проходит высоковольтная ЛЭП в Тернейский район. Всего через Горбушу имеется 7 мостов, в том числе на автодороге «Осиновка — Рудная Пристань». Для отдыха жителей Дальнегорска, за ДК «Химик», была построена небольшая плотина, в настоящее время разрушена. Популярным местом отдыха дальнегорцев является Горбушинское водохранилище, на котором имеется официальный пляж.

## Притоки (км от истока)
Расстояния подсчитаны по спутниковым снимкам Wikimapia с учётом изгибов русла реки.
- 0 км: исток
- 14,6 км: кл. Широкая Падь (пр)
- 15,1 км: впадение в Горбушинское вдхр.
- 16,6 км: водосброс из Горбушинского вдхр.
- кл. Николаевский (пр) впадает в Горбушинское вдхр.
- кл. Малышевский (пр) впадает в Горбушинское вдхр.
- 18,8 км: устье